# Villa romaine de Rocafonda
La villa romaine de Rocafonda, également connue sous le nom de villa dels Caputxins (du nom du cimetière à proximité),  est un site archéologique du Ier siècle av. J.-C. situé dans le quartier Rocafonda de la ville de Mataró (comarque de Maresme), dans la province de Barcelone en Catalogne,.

## Historique
Ce site archéologique est la partie appelée pars rustica (terme latin désignant les forces et moyens de production d’une villa (hommes, animaux et outillage) d'une villa romaine qui a été découverte en 1968 suite à l'urbanisation des environs du cimetière. Entre 1970 et 1974, une fouille archéologique a été réalisée par la Section Archéologique du Musée de Mataró.
En 2002, la Mairie de Mataró a déclaré le site Bien culturel d'intérêt local (BCIL) et en 2005, avec l'adaptation de l'accès au cimetière, le site a été fouillé et réparé à nouveau, en restaurant ses murs et ses vestiges.

## Découvertes archéologiques
Les vestiges archéologiques actuellement visibles sur le site correspondent aux installations artisanales et industrielles d'une villa romaine en activité entre le Ier siècle av. J.-C. et le VIe siècle apr. J.-C. L'établissement a probablement commencé sa fonction avec le développement de la viticulture, une activité courante, déjà à cette époque, dans le Maresme.
L'autre élément qui préserve le site est un four de potier construit au IVe siècle. Il s'agit d'un puits semi-enterré profitant du relief naturel. Le grill, la chambre de combustion et la cheminée sont conservés.